# Джон Вотерс
Джон Вотерс (англ. John Waters; 22 квітня 1946) — американський кінорежисер, сценарист, актор, письменник, журналіст, художник і колекціонер.

## Біографія
Джон Вотерс народився 22 квітня 1946 року в місті Балтимор, штат Меріленд. Батько Джон Семюел Вотерс — був виробником спорядження для пожежогасіння, мати Патриція Енн Вітакер. Навчався в католицькій школі для хлопчиків Calvert Hall. У 12 років Джон заробляв гроші ляльковими виставами на дитячих вечірках та днях народженнях. Свою першу кінокамеру Джон отримав на шістнадцятиріччя від своєї бабусі. Навчався в Нью-Йоркському університеті, але був виключений через куріння марихуани. Джона завжди приваблювало насильство, як на екрані, так і в реальному житті. Він був одержимий різними злочинами і регулярно відвідував судові процеси по всій Америці. У 1969 році зайняв у свого батька 2000 доларів, щоб зробити свій перший повнометражний художній фільм «Відстійні світ». Вотерс регулярно знімає свою улюблену трупу під назвою «Dreamlanders». Серед них: Дівайн, Мінк Стоул, Девід Локері, Мері Вівіан Пірс і Едіт Мессі. Фільм режисера «Рожеві фламінго» (1972) з бюджетом 10000 доларів був заборонений в передмісті Нью-Йорка Гіксвеллі, а він сам оштрафований на 5000 доларів за образу моральності жителів містечка. Найбільш високобюджетний фільм в кар'єрі режисера був «Матуся — маньячка-вбивця» (1994) з бюджетом 14 мільйонів доларів.

## Фільмографія

### Режисер, сценарист, продюсер
| Рік  |     | Українська назва                                   | Оригінальна назва                                 | Роль                                             |
| ---- | --- | -------------------------------------------------- | ------------------------------------------------- | ------------------------------------------------ |
| 1964 | кф  | Відьма в чорній шкіряній куртці                    | Hag in a Black Leather Jacket                     | режисер, сценарист, продюсер, оператор, монтажер |
| 1966 | кф  | Римські свічки                                     | Roman Candles                                     | режисер, сценарист, продюсер, оператор, монтажер |
| 1968 | кф  | Дороті, канзаська дурепа                           | Dorothy, the Kansas City Pot Head                 | режисер, сценарист                               |
| 1968 | ф   | Їж свій макіяж                                     | Eat Your Makeup                                   | режисер, сценарист, продюсер, оператор, монтажер |
| 1969 | ф   | Відстійні світ                                     | Mondo Trasho                                      | режисер, сценарист, продюсер, оператор, монтажер |
| 1970 | кф  | Історія Діани Лінклеттер                           | The Diane Linkletter Story                        | режисер, сценарист, продюсер, оператор, монтажер |
| 1970 | ф   | Множинні маніяки                                   | Multiple Maniacs                                  | режисер, сценарист, продюсер, оператор, монтажер |
| 1972 | ф   | Рожеві фламінго                                    | Pink Flamingos                                    | режисер, сценарист, продюсер, оператор, монтажер |
| 1974 | ф   | Жіночі проблеми                                    | Female Trouble                                    | режисер, сценарист, продюсер, оператор, монтажер |
| 1977 | ф   | Життя в розпачі                                    | Desperate Living                                  | режисер, сценарист, продюсер, оператор           |
| 1981 | ф   | Поліестер                                          | Polyester                                         | режисер, сценарист, продюсер                     |
| 1988 | ф   | Лак для волосся                                    | Hairspray                                         | режисер, сценарист, продюсер                     |
| 1990 | ф   | Плаксій                                            | Cry-Baby                                          | режисер, сценарист                               |
| 1994 | ф   | Матуся — маньячка-вбивця                           | Serial Mom                                        | режисер, сценарист                               |
| 1998 | ф   | Фотограф                                           | Pecker                                            | режисер, сценарист                               |
| 2000 | ф   | Божевільний Сесіл Б.                               | Cecil B. DeMented                                 | режисер, сценарист                               |
| 2004 | ф   | Брудний сором                                      | A Dirty Shame                                     | режисер, сценарист                               |
| 2006 | с   | Джон Вотерс представляє фільми, які вас розбестять | John Waters Presents Movies That Will Corrupt You | сценарист                                        |
| 2006 | док | Це брудний світ                                    | This Filthy World                                 | сценарист                                        |
| 2007 | ф   | Лак для волосся                                    | Hairspray                                         | сценарист                                        |
| 2015 | ф   |                                                    | Kiddie Flamingos                                  | режисер, сценарист                               |

### Актор
| Рік       |    | Українська назва                            | Оригінальна назва                         | Роль                         |
| --------- | -- | ------------------------------------------- | ----------------------------------------- | ---------------------------- |
| 1969      | ф  | Відстійні світ                              | Mondo Trasho                              | репортер                     |
| 1972      | ф  | Рожеві фламінго                             | Pink Flamingos                            | містер Джей                  |
| 1986      | ф  | Дика штучка                                 | Something Wild                            | хлопець у старому автомобілі |
| 1988      | ф  | Лак для волосся                             | Hairspray                                 | доктор Фредріксон            |
| 1989      | ф  | Гомер і Едді                                | Homer and Eddie                           | розбійник 1                  |
| 1990      | с  | Джамп-стріт, 21                             | 21 Jump Street                            | містер Бін                   |
| 1993—1995 | с  | Убивчий відділ                              | Homicide: Life on the Street              | Р. Вінсент Сміт / бармен     |
| 1994      | ф  | Матуся — маньячка-вбивця                    | Serial Mom                                | Тед Банді                    |
| 1994      | тф | Сімейний альбом                             | Family Album                              | Вінсент                      |
| 1997      | мс | Сімпсони                                    | The Simpsons                              | Джон                         |
| 1998      | с  | Фрейзер                                     | Frasier                                   | Роджер                       |
| 1998      | ф  | Анархія ТБ                                  | Anarchy TV                                |                              |
| 1998      | ф  | Фотограф                                    | Pecker                                    | збоченець у телефоні         |
| 1999      | ф  | Солодкий та бридкий                         | Sweet and Lowdown                         | містер Хайнс                 |
| 2000      | ф  | Божевільний Сесіл Б.                        | Cecil B. DeMented                         | репортер                     |
| 2002      | ф  | Кривавий бенкет 2: Все, що ти зможеш з'їсти | Blood Feast 2: All U Can Eat              | Преподобний                  |
| 2004      | ф  | Потомство Чакі                              | Seed of Chucky                            | Піт Пітерс                   |
| 2004      | с  | Мертві, як я                                | Dead Like Me                              | стара людина                 |
| 2006—2007 | с  | Люблю тебе до смерті                        | 'Til Death Do Us Part                     | наречений жнець              |
| 2007      | с  | Мене звати Ерл                              | My Name Is Earl                           | директор                     |
| 2007      | в  | Юні захисники                               | The Junior Defenders                      | оповідач                     |
| 2007      | ф  | Кожного разу я вбиваю                       | Each Time I Kill                          | спостерігач                  |
| 2007      | ф  | У країні веселих невдах                     | In the Land of Merry Misfits              | оповідач                     |
| 2007      | ф  | Лак для волосся                             | Hairspray                                 | Флешер                       |
| 2011      | ф  | Мангус!                                     | Mangus!                                   | Ісус Христос                 |
| 2012      | ф  | Екстирпація                                 | Excision                                  | Вільям                       |
| 2012      | с  | Кулінарні пригоди барона Амбросія           | The Culinary Adventures of Baron Ambrosia | Джей Даблю                   |
| 2012      | мс | Рибологія                                   | Fish Hooks                                | Йеті Омар                    |
| 2013      | мс | Міккі Маус                                  | Mickey Mouse                              | голос                        |
| 2014      | с  | Містер Піклз                                | Mr. Pickles                               | Доктор Келтон                |
| 2014      | ф  | Приміська готика                            | Suburban Gothic                           | Корнеліус                    |